# Crudia lanceolata
Espèce
Synonymes
- Crudia curtisii sensu auct.[1]

Statut de conservation UICN

 VU B1+2c : Vulnérable
Crudia lanceolata est une espèce de plantes à fleurs de la famille des Fabaceae.

## Publication originale
- J. As. Soc. Straits 75: 29. 1917.